# Johann Paul Müller
Johann Paul Müller (* 30. November 1869 in Strengelbach, Kanton Aargau; † 9. Mai 1929 ebenda) war ein Schweizer Textilunternehmer.

## Leben und Werk
Müller war der Sohn des Textilkleinindustriellen und Landwirts Johann. Nachdem Müller eine Banklehre in Zofingen absolviert hatte, musste er in die elterliche Garn- und Baumwolldruckerei eintreten. In der Folge erweiterte er diese mit einer Garnbleicherei und 1892 mit einer Färberei. Die Erzeugnisse wurden nach Britisch-Indien, Hinterindien, den Philippinen und in die Türkei exportiert. Das Geschäft betrieb Müller bis 1917 und eröffnete anschliessend eine Strickerei und Wirkerei mit dazugehörigem Vertrieb der Produkte unter dem Namen «Streba».
Aus gesundheitlichen Gründen musste Müller 1927 seine Tätigkeiten einschränken und übertrug die Führung der Firma seinen sechs Söhnen, die sie in eine Familien-AG mit dem Namen «Johann Müller Aktiengesellschaft – Färberei und Strickerei» umwandelten. Das Unternehmen beschäftigte zu diesem Zeitpunkt 310 Angestellte.